# 颜贝倪
颜贝倪（1981年—），马来西亚政治人物，公正党党员，曾经为雪兰莪州议会万挠州议员。

## 政治生涯
2008年3月8日，27岁的颜贝倪于马来西亚第12届全国大选首次代表公正党出战雪州万挠州议席，击败马华公会候选人李丽友及独立候选人詹德兰而胜出。